# Kanyakumari (film)
Pour la ville, voir Kânyâkumârî.
Pour plus de détails, voir Fiche technique et Distribution.
Kanyakumari est un film indien en malayalam écrit par M. T. Vasudevan Nair et réalisé par K. S. Sethumadhavan sorti en 1974. Les acteurs principaux sont Kamal Hassan et Rita Bhaduri dans le rôle féminin. C'est le premier film malayalam de Kamal Hassan qui lui permet de recevoir son premier Filmfare Awards South.

## Résumé
À Kânyâkumârî un sculpteur rencontre une jeune fille qui vend des perles et des bracelets sur la plage et en tombe amoureux.

## Fiche technique et artistique
- Titre : Kanyakumari
- Réalisateur : K. S. Sethumadhavan
- Scénario : M. T. Vasudevan Nair
- Musique : M. B. Sreenivasan
- Photographie : P. L. Roy
- Production : K. S. R. Moorthy
- Studio : Chithranjali Films
- Distributeur : Central Pictures
- Langue : malayalam
- Pays d'origine :  Inde
- Date de sortie : 1974
- Format : long métrage couleurs

## Distribution
- Kamal Haasan
- Rita Bhaduri
- Sankaradi
- Murali
- Veeran
- N. Govindan Kutty
- Alummoodan
- Nawas
- K. G. Menon
- O. Ramadas
- M. o. Devasia
- Sreekumar
- Ashok Kumar
- Appachan
- Maala
- Madhumathi
- Rajani
- Vijayalakshmi
- Mallika
- Meena Kumari
- Pala Thankam
- Baby Radhika
- Sindhu
- Sherly